# Рачинский, Александр Антонович
Александр Антонович Рачинский, 4-й (27 сентября (8 октября) 1799 — 1866) — капитан Муромского пехотного полка, попавший в Алфавит Боровкова.

## Биография
Происходил из дворян Смоленской губернии Рачинских. Отец — тайный советник Антон Михайлович Рачинский (1769—1825), мать — Александра Николаевна Потёмкина. Был крестником Павла I.
В службу вступил 1 февраля 1814 года — подпрапорщиком в лейб-гвардии Семёновский полк; с 17 марта 1819 — прапорщик, с 3 мая 1820 — подпоручик. При раскассировании полка после восстания 1820 года был переведён 2 ноября 1820 года в Муромский пехотный полк штабс-капитаном; с 21 февраля 1821 года — в Великолуцком пехотном полку, но с 8 марта 1822 года — снова в Муромском пехотном полку. С 4 июня 1825 года — капитан.
Как отмечалось в Алфавите Боровкова: декабрист «Бестужев показал, что в начале 1825 года он открыл существование тайного общества Рачинскому, но без всяких подробностей, и, не получив от него никакого согласия, более сним не видался и в сношениях не был. Кроме сего, никто из прочих членов не сделал о Рачинском никакого показания». Высочайше было повелено (13 июля 1826) отдать Рачинского под секретный надзор начальству и ежемесячно доносить о поведении. По восстановленной Ю. Н. Тыняновым, зачёркнутой строке в дневнике В. К. Кюхельбекера, он посещал некий кружок — это могла быть либо «Священная артель», либо более поздняя организация — «Союз спасения».
Вскоре, 17 ноября 1827 года, уволен от службы «по домашним обстоятельствам» с чином майора и уехал в родовое имение Татево в Бельском уезде Смоленской губернии, где за ним с братьями числилось в 1828 году 1600 душ крестьян. После смерти отца он унаследовал также имение в Кобяках (Рачиновка) — 2803 десятин земли. Кроме того имение его жены в Вяжлинской волости Кирсановского уезда — около села Софьинка (ныне Уметский район) — составляло 1046 десятин.
В 1838 и 1841 годах Александр Антонович Рачинский избирался бельским уездным предводителем дворянства Смоленской губернии. Похоронен в своём имении Татево.

## Семья

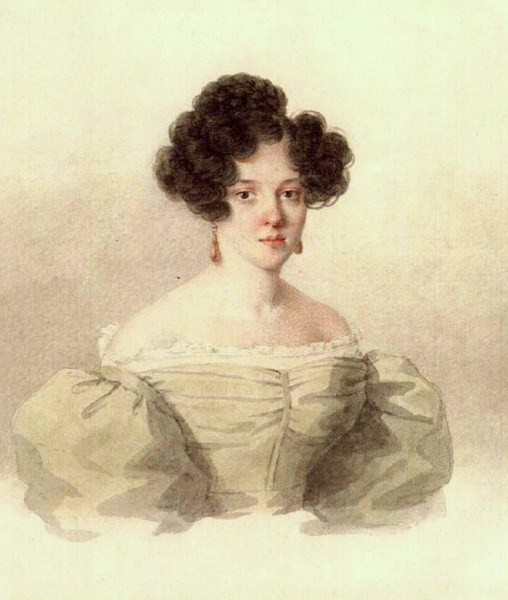
Варвара Абрамовна Рачинская

Жена (с 30.01.1830) — Варвара Абрамовна Баратынская (1810—1891), младшая дочь  А. А. Баратынского и сестра поэта Е. А. Баратынского. По словам Б. Н. Чичерина, «по своему приятному и основательному уму и ровному характеру она представляла резкий контраст с восторженным пылом своей более блестящей сестры Натальи». Была очень религиозна, знала несколько иностранных языков и получила прекрасное музыкальное образование. С конца 1840-х годов для воспитания сыновей жила с мужем в Дерпте, в затем переселилась в Москву. Дети:
- Владимир (07.02.1831—17.2.1888);
- Александра (30.01.1832— ?);
- Сергей (02.5.1833—1902), известный деятель народного образования;
- Ольга (20.05.1834—1917), замужем за художником Эммануилом Дмитриевым-Мамоновым (1824—1880);
- Варвара (8.10.1836—1910)
- Александр (16.06.1839—1906)[6];
- Константин (20.03.1838—1909), директор Московского сельскохозяйственного института.